# Ґері К. Вольф (критик)
Ґері К. Вольф (англ. Gary K. Wolfe) (уроджений Gary Kent Wolfe у 1946 році) — американський редактор, критик і біограф наукової фантастики. Він є почесним професором гуманітарних наук у Коледжі професійних досліджень Евелін Т. Стоун Рузвельтського університету.

## Життя
Вулф народився 24 березня 1946 року в Седалія, штат Міссурі. У віці 12 років він переїхав до Керролтона, штат Міссурі, а в 14 років — до Спрінгфілда, де закінчив середню школу. Він почав відвідувати Південно-Західний державний коледж Міссурі (нині університет), потім перейшов до Університету Канзасу, де отримав ступінь бакалавра з англійської мови в 1968 році та працював над дисертацією з відзнакою під керівництвом професора Джеймса Е. Ґаннf.
Звідти він перевівся до Чиказького університету, де Вольф отримав ступінь доктора філософії. англійською, 1971 рік.
У 1996 році він був одружений з Еллен «Діде» Вейл, вчителькою та активісткою громадських робіт. Вони влаштували ще одне весілля на Міжнародній конференції з фантастичного мистецтва (ICFA) на вечірці біля басейну, на якій були присутні багатьма їхніми друзями та колегами в березні 1997 року. Вольф і Вейл були щасливі в шлюбі до її смерті в 2000 році. Перед її смертю вони співпрацювали над книгою про Гарлан Еллісон і часто відвідували Міжнародну конференцію з фантастичних в мистецтві, штат Флорида.

## Письменницька кар'єра
Вольф багато писав про науково-фантастичну та фентезійну літературу; він визнаний одним із експертів у цій галузі.[джерело?]
З грудня 1991 року він веде щомісячну оглядовий стовпчик у журналі Локус і написав для Салун та інших сайтів. Він співпрацює з редактором Джонатаном Страханом над «Подкаст вулиці Куд» (англ. «The Coode Street Podcast»), «обговорення та відступ на тему наукової фантастики і фентезі», який був запущений у травні 2010 року та синдикований на Tor.com.
У 2016 році він викладав курс «Як працює велика наукова фантастика» для «Великих курсів» (англ. «The Great Courses»).

## Відзнаки
- 1979 — Премія Ітона[en]" (англ. «The Great Courses»).< від Ітонської конференції з наукової фантастики за «Відоме та невідоме: іконографія наукової фантастики».

- 1987 — Пілігрим за життєві досягнення від Асоціації дослідження наукової фантастики[en] (АДНФ (англ. SFRA)[12]

- 1998 — Почесна стипендія[en] від Міжнародної асоціації фантастичного у мистецтві[en]

- 2005 — Премія Британської асоціації наукової фантастики за нехудожню літературу[en] за «Soundings: Reviews 1992—1996»

Він також був номінований на премію «Г'юго» за найкращу пов’язану роботу у 2006 році за книгу «Звучання, огляди 1992—1996», і знову в 2011 році для книги Bearings: Reviews 1997—2001. Крім того, разом з Джонатаном Страханом над "Подкаст вулиці Куд шість разів номінувався на премію «Г’юго» за найкращу трансляцію.

### Книги
- Ґері К. Вольф (1979). Відоме та невідоме : іконографія наукової фантастики. Видавництво Університету штату Кент[en].
- Дейвід Ліндсей (Starmont House, 1979) — дослідження про шотландського письменника, який відомий своїм романом 1920 року Подорож до Арктуру.
- «Критичні терміни для наукової фантастики та фентезі: глосарій і посібник із вивчення» (Greenwood Press, 1986) — описується як «визначна» праця та «незамінний путівник до інколи дивної термінології, яка розвинулась у критичному дискурсі. і в популярних обговореннях фентезі та наукової фантастики» вченого Дейвіда Сенднера[en].[15]
- Гарлан Еллісон: «Межа вічного» (англ. «The Edge of Forever») (разом з Еллен Р. Вейл, Видавництво Університету штату Огайо[en], 2002).
- Звучення: Огляди 1992—1996 (Beccon Publications, 2005).
- Bearings: Reviews 1997—2001 (Beccon Publications, 2010).
- «Випарювання жанрів: есе про фантастичну літературу та видовища» (2010), Wesleyan University Press, 978-0-8195-6937-0).
- Sightings: Reviews 2002—2006 (Beccon Publications, 2011).
- Американська наукова фантастика: Чотири класичні романи 1953-1956 (2012) Бібліотека Америки — «Торговці космосом» Фредерика Пола і Cиріла М. Корнбласа, «Більше ніж люди» Теодора Стерджена, «Тривале завтра» Лі Брекетт , Людина, що зменшується Річарда Метісона.
- Американська наукова фантастика: п'ять класичних романів 1956-1958 (2012) Бібліотека Америки — «Подвійна зірка» Роберт Е. Гайнлайн, «Зірки — мета моя» Альфреда Бестера, «Справа совісті» Джеймса Бліша, «Хто?» Альгіса Будріса, «Безмежний час» Фріц Лайбера.

## Додаткове читання
- Wolfe, Gary K(ent) 1946—. Сучасні автори. Т. 129. Gale Group. 1990. с. 480.